# 3295 Murakami
3295 Murakami (1950 DH) là một tiểu hành tinh vành đai chính được phát hiện ngày 17 tháng 2 năm 1950 bởi K. Reinmuth ở Heidelberg, Germany.